# Mistrzostwa Świata Par na Żużlu 1986
Mistrzostwa Świata Par 1986 – siedemnasta edycja w historii na żużlu. Wygrała para duńska – Erik Gundersen i Hans Nielsen.

## Półfinały

### Pierwszy półfinał
- 11 maja 1986 r. (niedziela),  Lonigo
- Awans: 4

| Miejsce | Kraje             | Suma | Zawodnicy                             | Pkt.  | Pkt bieg. |
| ------- | ----------------- | ---- | ------------------------------------- | ----- | --------- |
| 1       | Anglia            | 49   | Simon Wigg Kenny Carter               | 27 22 | b.d       |
| 2       | Stany Zjednoczone | 41   | Shawn Moran Bobby Schwartz            | 25 16 | b.d       |
| 3       | Włochy            | 37   | Armando Castagna Valentino Furlanetto | 21 16 | b.d       |
| 4       | Australia         | 41   | Phil Crump Steve Regeling             | 22 19 | b.d       |
| 5       | Węgry             | 29   | Zoltan Adorjan Sándor Tihanyi         | 17 12 | b.d       |
| 6       | Włochy B          | 29   | Paolo Salvatelli Francisco Biginato   | 21 8  | b.d       |
| 7       | Austria           | 15   | Toni Pilotto Heinrich Schatzer        | 12 3  | b.d       |
| 8       | Holandia          | 14   | Frits Koppe Henny Kroeze              | 12 2  | b.d       |
| 9       | Norwegia          | 11   | Ingvar Skogland Arnt Førland          | 6 5   | b.d       |

### Drugi półfinał
- 18 maja 1986 r. (niedziela),  Pardubice
- Awans: 4

| Miejsce | Kraje          | Suma | Zawodnicy                            | Pkt.  | Pkt bieg. |
| ------- | -------------- | ---- | ------------------------------------ | ----- | --------- |
| 1       | Dania          | 52   | Hans Nielsen Erik Gundersen          | 27 25 | b.d       |
| 2       | Szwecja        | 45   | Jan Andersson Tommy Nilsson          | 24 21 | b.d       |
| 3       | Czechosłowacja | 39   | Roman Matoušek Antonín Kasper        | 22 17 | b.d       |
| 4       | Nowa Zelandia  | 34   | Mitch Shirra Larry Ross              | 17    | b.d       |
| 5       | Polska         | 30   | Roman Jankowski Wojciech Żabiałowicz | 16 14 | b.d       |
| 6       | Finlandia      | 30   | Kai Niemi Ari Koponen                | 19 11 | b.d       |
| 7       | Jugosławia     | 20   | Kreso Omerzel Zvonko Pavlic          | 12 8  | b.d       |
| 8       | Bułgaria       | 14   | Nikołaj Manew Angel Eftimov          | 7     | b.d       |
| 9       | Francja        | 8    | Patrice Blondy Thierry Hilaire       | 6 2   | b.d       |

## Finał
- 15 czerwca 1986 r. (środa),  Pocking

| Miejsce | Kraje             | Suma | Zawodnicy                             | Pkt.    | Pkt bieg.                     |
| ------- | ----------------- | ---- | ------------------------------------- | ------- | ----------------------------- |
| 1       | Dania             | 46+5 | Hans Nielsen Erik Gundersen           | 27+5 19 | (5,4,5,4,4,5) (0,5,0,5,5,4)   |
| 2       | Stany Zjednoczone | 46+4 | Kelly Moran Sam Ermolenko             | 23+4 23 | (3,5,3,5,4,3) (4,4,4,4,5,2)   |
| 3       | Czechosłowacja    | 32   | Antonín Kasper Roman Matoušek         | 22 10   | (1,5,5,5,5,1) (2,1,4,0,3,0)   |
| 4       | Szwecja           | 32   | Jan Andersson Tommy Nilsson           | 17 15   | (4,3,5,1,2,2) (5,1,1,2,3,3)   |
| 5       | Nowa Zelandia     | 32   | Larry Ross Mitch Shirra               | 20 12   | (3,3,3,3,4,4) (4,2,2,4,0,ns)  |
| 6       | RFN               | 27   | Karl Maier Klaus Lausch               | 22 5    | (3,4,4,3,3,5) (2,0,0,1,1,1)   |
| 7       | Anglia            | 23   | Jeremy Doncaster Simon Wigg           | 12 11   | (5,2,2,1,0,2) (0,3,0,3,2,3)   |
| 8       | Włoch             | 15   | Valentino Furlanetto Armando Castagna | 9 6     | (1,1,1,0,1,5) (0,0,0,2,0,4)   |
| 9       | Australia         | 15   | Phil Crump Steve Regeling             | 10 5    | (2,2,3,0,2,1) (1,0,2,2,ns,ns) |